# Link 11
Il Link 11 (noto anche come TADIL-A in USA) è un Data Link tattico sicuro, con collegamento radio di tipo half duplex, utilizzato dalla NATO, che riceve o trasmette - ma non contemporaneamente – un flusso digitale sequenziale per lo scambio automatico ed in tempo reale di dati tattici tra sistemi di bordo (anche sommergibili), terrestri ed aerei. Nel prossimo futuro è previsto che il Link 11 verrà sostituito dal Link 22.

## Introduzione
L'implementazione del Link 11 richiede:
- un gestore della rete
- un punto di riferimento geografico

Permette tra l’altro:
- la trasmissione delle tracce (i cui elementi significativi sono: numero, percorso, velocità, posizione, altitudine o profondità, tipo di unità...)
- la trasmissione di ordini di comando e controllo (C2),
- la trasmissione di elementi particolari dell'ambiente navale (del tipo “uomo in mare”)

Nelle principali forze NATO, questo collegamento è sostituito dai Link 16 e 22, che consentono lo scambio di messaggi della Serie J, che meglio risponde ai requisiti operativi fornendo una migliore accuratezza delle informazioni scambiate.
Il Link 11 è stato occasionalmente integrato da:
- il Link 14, che forniva un mezzo di scambio mediante messaggi tattici manuali ad unità navali non dotate del Link 11
- il Link 4A, per la funzione "Air Control" (controllo del traffico aereo)
- il Link 4C, per la funzione "Non-C2-to-Non-C2" (comunicazioni fra caccia)

Sebbene fossero stati sviluppati sistemi in grado di codificare e decodificare i buffer di Link 14 per accelerare l'elaborazione delle informazioni, nel 2010 il Link 14 è caduto in disuso.

### Documenti di standardizzazione
- il Link 11 viene definito dal Dipartimento della Difesa degli Stati Uniti nel documento MIL-STD-6011.
- per la NATO, il contenuto della messaggistica dei dati della Serie M e il protocollo di trasmissione sono definiti dallo STANAG 5511, mentre la sua implementazione operativa è definita nel documento NATO ADatP-33[1] (un insieme di procedure per l'implementazione di una rete di collegamento dati tattici multi-link) e nel documento ADatP-11, proprio del Link 11.

## Principi di funzionamento
Il Link 11 è il mezzo principale per scambiare dati come le informazioni di localizzazione radar fra unità che si trovino oltre la linea di vista, anche se offre una velocità limitata.
Esso può essere utilizzato sia ad Alta Frequenza (HF) che ad Ultra Alta Frequenza (UHF), tuttavia le Forze Armate degli Stati Uniti utilizzano solo la banda HF.
ll Link 11 si affida ad una singola piattaforma per riportare le informazioni di posizione sui rilevamenti del sensore. Questa informazione posizionale può essere amplificata con dati aggiuntivi per qualificare l'identità della traccia rilevata.

## Tipi di Link 11
Ci sono due versioni di questo link, note come Link 11A (TADIL A) e Link 11B (TADIL B).
Generalmente, il termine "Link 11" viene utilizzato per fare riferimento al Link 11A, mentre quando si fa riferimento al Link 11B è più sicuro dare la sua designazione completa..

### Link 11A (TADIL A)

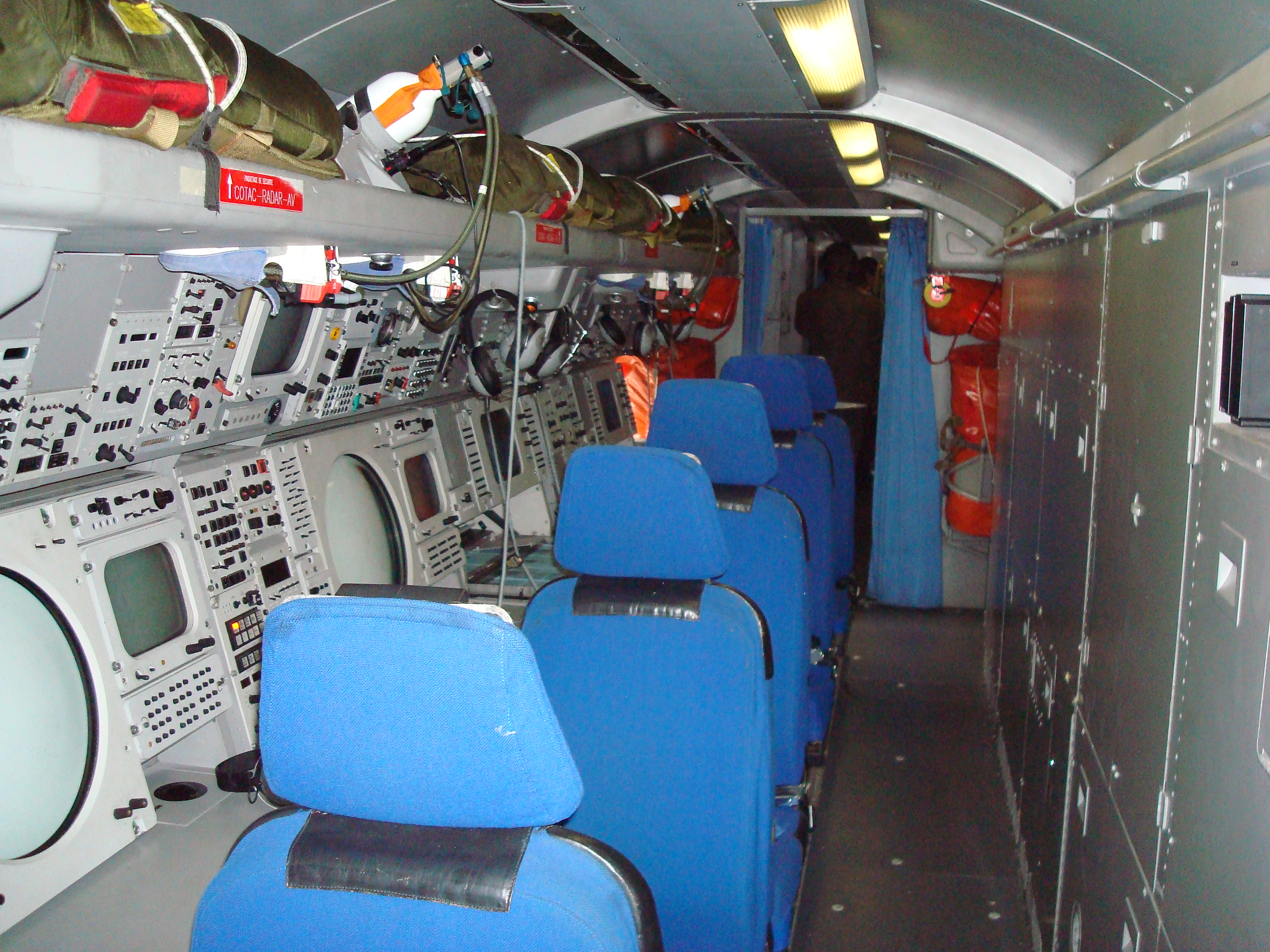
Sezione tattica di un Breguet Atlantique 2, vista da prua verso poppa

Il Link 11A (o TADIL A), che è stato sviluppato come data link navale, è stato integrato nel sistema C2 terrestre del Regno Unito e della NATO tramite il sistema SSSB (Ship-Shore-Ship Buffer).
I messaggi sono noti come messaggi "Serie M", ad esempio il messaggio M.9A.
Il Link 11 si basa su tecnologia risalente agli anni ‘60 ed è un collegamento relativamente lento (sono disponibili velocità di trasmissione di 2.250 o 1.364 bit/s), che normalmente funziona con un sistema a richiesta (polling system), con una Net Control Station - NCS (“stazione centrale di controllo della rete”) che interroga a turno ogni partecipante alla rete, autorizzandolo a trasmettere i suoi dati, per poi passare al prossimo partecipante.
Oltre a questa modalità “a chiamata rotante” (Roll Call), il Link 11 può essere utilizzato in modalità broadcast, in cui una singola trasmissione di dati o una singola trasmissione viene effettuata da un solo partecipante, riducendo così le emissioni e la possibilità di essere intercettati o scoperti.
Il Link 11A è quindi un collegamento half duplex. È sicuro ma non resistente alle ECM, che supporta lo scambio di tracce aeree, di superficie e subacquee, di dati EW e di limitati dati di comando tra le unità C2. D'altro canto. però, non soddisfa i requisiti In termini di capacità di intelligence, controllo degli aerei ed alcune funzionalità di C2 dei sistemi della Difesa britannica (AD System) o dell’Air Command and Control System (ACCS) – “sistema di comando e controllo aereo”.
La sua natura estremamente “nodale” (cioè basata su un solo centro di rete) lo rende vulnerabile alla perdita della Participating Unit (unità di rete) principale; inoltre, la mancanza di resistenza ECM significa che non sarebbe utilizzabile nel tipico ambiente di Guerra Elettronica di eventuali guerre future.
Il Link 11A è progettato per il funzionamento tramite onda di terra (ground wave) ad Alta Frequenza (HF) e perciò ha capacità di trasmettere oltre l’orizzonte (beyond line of sight - BLOS) fino ad una distanza teorica di circa 300 miglia nautiche (circa 550 Km), sebbene comunicazioni affidabili oltre le 150 NM (circa 280 Km) siano raramente ottenibili.
Il Link 11 è molto apprezzato in tutta la NATO e oltre e resterà in servizio almeno fino al 2015. È normalmente installato sia sulla unità navali (di superficie e sommergibili) che su aeromobili imbarcati (aerei ed elicotteri), più le piattaforme C2 aeroportate (AWACS).

### Link 11B (TADIL B)
Il Link 11B (o TADIL B) è un'implementazione ground-to-ground ("da terra a terra") del catalogo dei messaggi della Serie M. è un collegamento di tipo full duplex che opera ad una velocità di base di 1.200 bit/s, con una velocità di backup di 600 bit/s ed una velocità opzionale di 2.400 bit/s.
La sua implementazione differisce leggermente da quella del Link 11A; ad esempio il Link 11B include un singolo messaggio per monitorare lo stato di un collegamento dati punto-punto, inoltre non implementa alcuni messaggi relativi ai dati Anti Submarine Warfare – ASW (guerra anti-sommergibile).
Infine, il Link 11A è un sistema “a rete” (netted) che utilizza caratteristiche di trasmissione parallela, mentre il Link 11B è un sistema punto-punto che utilizza la trasmissione seriale di dati.
Il Link 11B è utilizzato, ad esempio, dal Regno Unito per le comunicazioni terra-terra con il Sistema di difesa aerea dell'Islanda (IADS) e anche per il trasferimento di dati tra l'SSSB e il sistema UK Air Defense Ground Environment (UKADGE) "Ambiente di terra del sistema di difesa aereo britannico".

## Descrizione di dettaglio

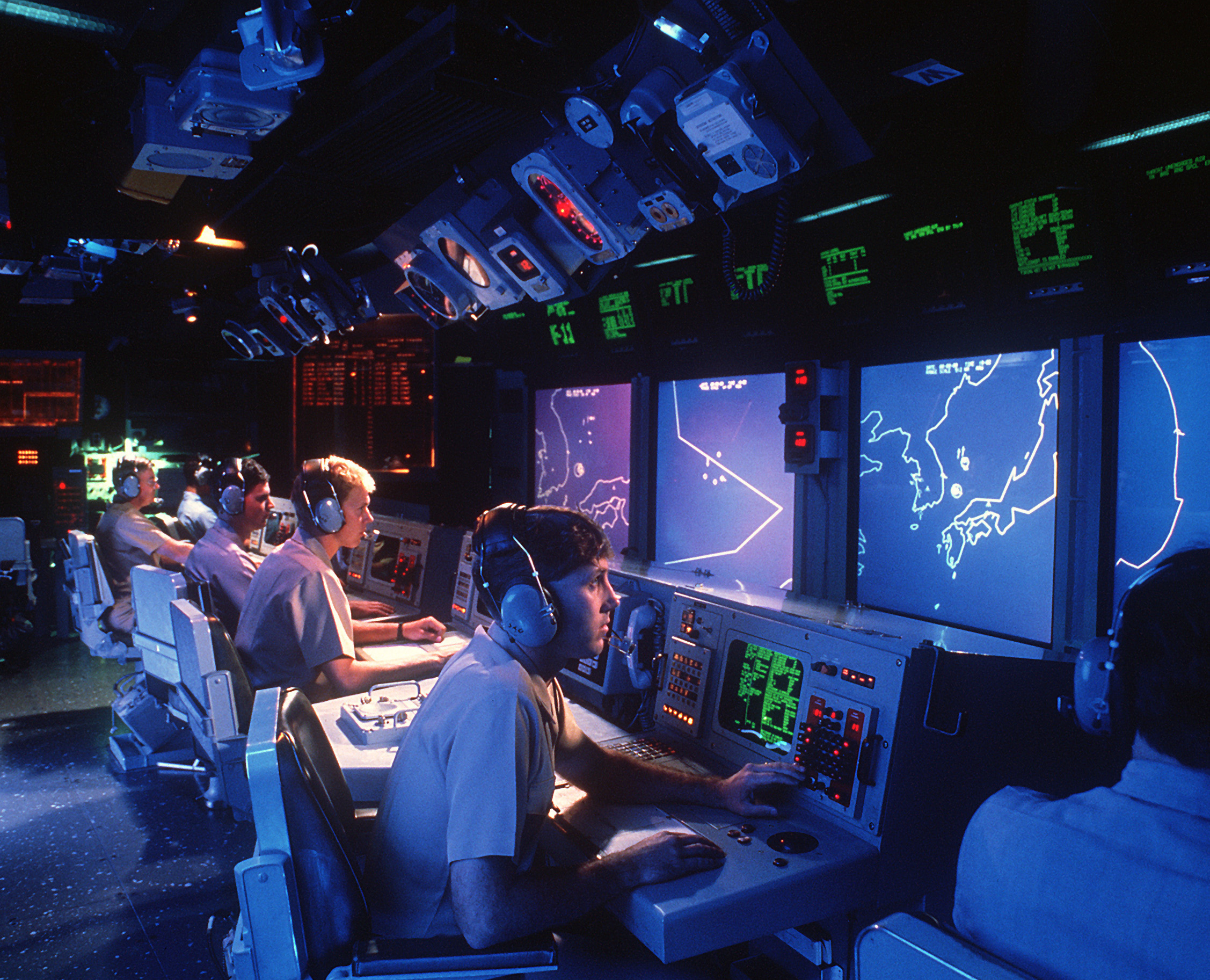
Schermi di sorveglianza sull'incrociatore USS Vincennes (CG-49), equipaggiato con il sistema AEGIS

### Suddivisione funzionale
Nel Link 11 è necessario differenziare:
- l'aspetto tecnico[3]:
  - l'apparato radio
  - la cifrante (KG 40)[4]
  - il modem
- la rete tecnica (che consiste di stazioni, cioè piattaforme equipaggiate con un modem Link 11):
  - una Data Network Control Station - DNCS ("stazione di controllo della rete dati")
  - una o più Participating Unit (partecipanti alla rete), dette anche Picket ("picchetti")
- l'aspetto funzionale:
  - le Interface Unit (unità di interfaccia)
  - le informazioni scambiate
  - ordini da parte del Comando e Controllo

Su una piattaforma C2 dotata di Link 11:
- la gestione dell'attrezzatura (radio, crittografia, modem) viene eseguita da un tecnico (operatore radio ...)
- l'attuazione operativa viene effettuata da un tattico (coordinatore tattico, responsabile delle operazioni, responsabile dell'informazione ...)

### Descrizione tecnica
La rete Link 11 può operare in due modalità tecniche:
- Net Synch: modalità di sincronizzazione che viene eseguita all'avvio della rete. Stabilisce la base temporale iniziale tra gli altri partecipanti alla rete DNCS. In questa modalità, solo il DNCS trasmette sulla rete e le altre piattaforme si sincronizzano
- Net Test: modalità test multi-piattaforma, che viene utilizzata per verificare la connettività tra tutti i partecipanti alla rete. Viene avviata immediatamente dopo che la modalità di rete Net Synch è stata completata.

e quattro mode ("modalità") tattiche:
- FULL ROLL CALL: il DNCS interroga, a turno, tutti i picchetti, che rispondono ad uno ad uno. Al termine di ogni risposta, il turno passa al picchetto successivo. Il Net Cycle Time - NCT (tempo di ciclo della rete) è quello necessario ad interrogare tutti i picchetti, ed è nell'ordine di 10 - 12 secondi.
- SHORT BROADCAST (silenzio): il suo scopo è mantenere la discrezione dell'intera forza. Questo è il motivo per cui, quando l'operatore di una piattaforma decide di effettuare un'emissione puntuale, seleziona solo i dati necessari per comprendere le informazioni da trasmettere: la posizione dell'Interface Unit e le tracce
- LONG BROADCAST: In questa modalità di rete, una sola piattaforma trasmette, mentre le altre piattaforme applicano il silenzio radio. Questa modalità è utilizzata a livello operativo dagli aerei da pattugliamento marittimo per effettuare un rinvio a una base terrestre o ad una forza navale e spesso a un sottomarino che riceve le trasmissioni in immersione da un'antenna a filo trainata.
- PARTIAL ROLL CALL: modalità usata raramente.

Attenzione a non confondere la modalità di funzionamento della rete con la modalità funzione del terminale o il collegamento modem 11

## Numerazione delle tracce (Track number)

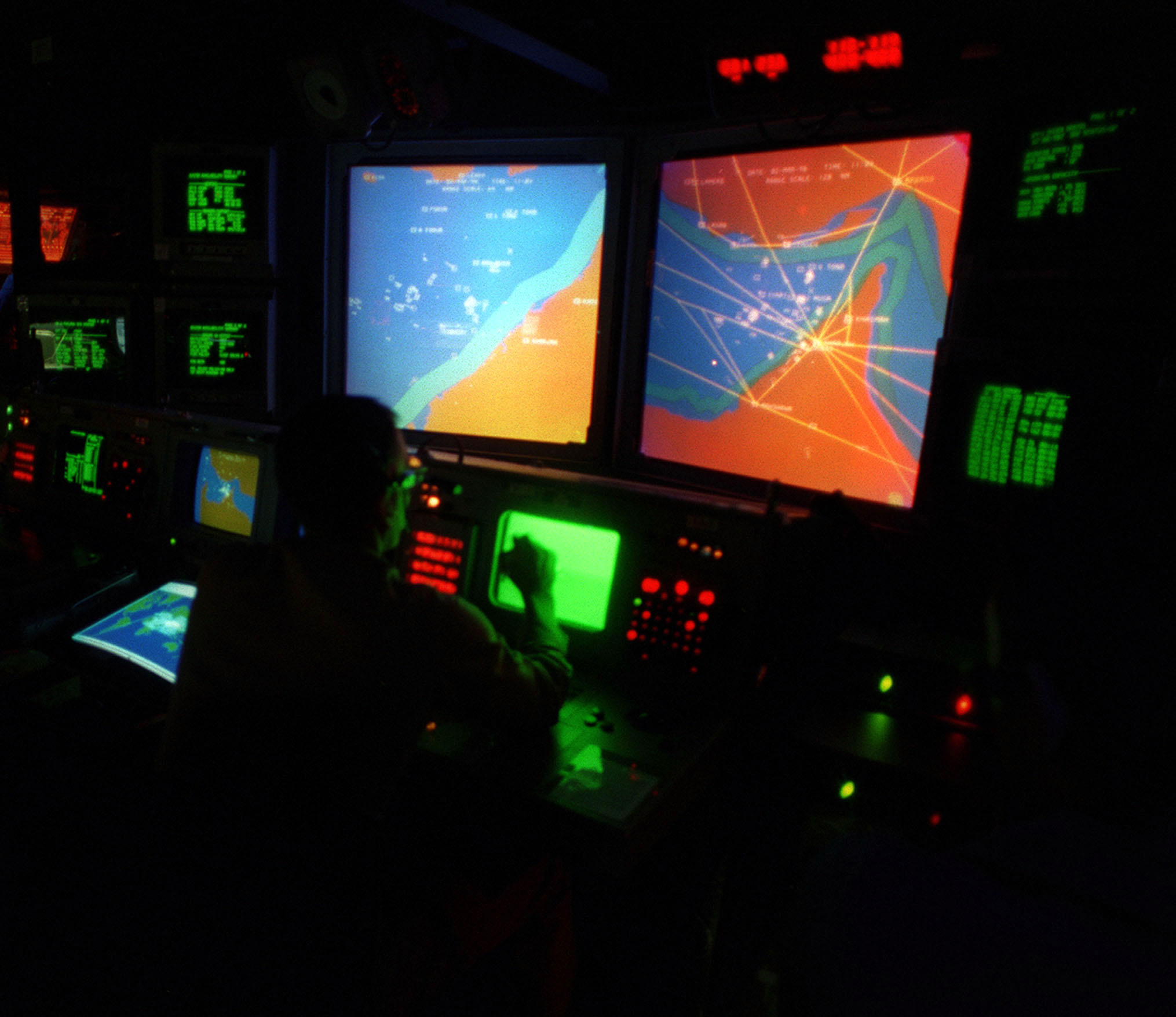
Grandi schermi del sistema AEGIS a bordo del cacciatorpediniere

Il numero di traccia (in inglese Track Number, comunemente indicato con TN) è l’identificatore (nome) di una traccia radar già validata dal Comando e Controllo. È composto, nei dati della serie M, da quattro termini numerici codificati su tre cifre. È quindi nella forma NNNN 8 (N ottale).
In una rete logica multi-link, i numeri di traccia appartenenti alla Serie M sono chiamati LowTN (tracce “basse”); quelle con TN maggiori di 07777 8 sono chiamate HighTN (tracce “alte”), e sono disponibili solo per i data link tattici della Serie J (Link 16, Link 22).
Alcune gamme di TN hanno assegnamenti speciali:
- da 0001 8 a 0076 8 : Questi numeri sono assegnati alle Interface Unit (la IU tiene conto di tutti i partecipanti attivi in una delle reti operative nel teatro di operazioni) e in via prioritaria alle Participating Unit (proprie del Link 11). Nel Link 11, per motivi di sicurezza (il numero del “picchetto” non è crittografato), è importante distinguere:
  - il TN di PU che, in effetti, può essere incluso negli intervalli da 0001 8 a 0076 8 e da 0100 8 a 0175 8
  - il numero di picchetto assegnato al modem della stazione partecipante, che è strettamente limitato all'intervallo 0001 8 a 0076 8
- 0077 8 : questo numero è vietato nelle operazioni reali. È stato utilizzato negli Stati Uniti, durante un'esercitazione, da un AEW delle forze "blu" per trasmettere le tracce rilevate alle forze "arancioni" e quindi salvare il volo di un secondo AEW a favore delle forze "arancione" .
- da 0100 8 a 0175 8 : questi numeri sono assegnati alle Interface Unit e in via prioritaria alle Reporting Unit (le RU sono le IU che partecipano al Link 11B)
- 0176 8 : numero riservato all'unità che esegue il gateway tra Link 11 e Link 16 (Data Forwarder)
- 0177 8 : numero destinato a indicare che viene trasmesso un messaggio di ordine (tutte le unità sono destinatari del messaggio)
- 7777 8 : numero riservato per il gestore di rete multi-link, solitamente un Joint Interface Control Officer - JICO (responsabile della gestione del multi-link).